# Blanktjärnen (Lits socken, Jämtland)
Blanktjärnen är en sjö i Östersunds kommun i Jämtland och ingår i Indalsälvens huvudavrinningsområde.